# Rivolta dei mercenari in Congo
La cosiddetta rivolta dei mercenari (indicata anche come ammutinamento di Kisangani) interessò il territorio della Repubblica Democratica del Congo tra il luglio 1966 e il novembre del 1967.
Compagnie di mercenari  occidentali che fino a pochi anni prima avevano operato al fianco del governo separatista durante la secessione del Katanga, e ora al servizio nelle forze armate della repubblica congolese, si ammutinarono contro il governo del generale Mobutu Sese Seko, da poco insediatosi alla guida del paese dopo un colpo di Stato, insieme ad altri reparti di soldati congolesi composti in maggioranza da membri delle ex forze armate del Katanga.
Guidati dal belga Jean Schramme e dal francese Bob Denard, i ribelli si impossessarono di diverse città nell'est del paese, ma privi di una credibile guida politica non riuscirono a consolidare le loro conquiste o a sollevare il grosso della popolazione; la controffensiva dei reparti rimasti fedeli a Mobutu portò ben presto alla riconquista delle posizioni perdute, e la rivolta fu soffocata.

## Il contesto storico

### I mercenari in Congo
Fin dall'indipendenza dal dominio coloniale del Belgio nel giugno del 1960, la Repubblica Democratica del Congo sprofondò in un periodo di forte crisi politica sfociata in rivolte armate ed episodi di guerra civile: mentre il governo centrale di Léopoldville era bloccato dallo scontro tra i sostenitori del presidente Joseph Kasa-Vubu e quelli del primo ministro Patrice Lumumba, poi degenerato nella costituzione di un governo parallelo a Stanleyville nell'est del paese, varie regioni insorsero nel tentativo di separarsi dallo Stato congolese e di dare vita a propri stati indipendenti; in particolare, la ricca regione mineraria del Katanga proclamò la sua indipendenza l'11 luglio 1960 sotto il governo di Moise Ciombe, spalleggiato dall'ex potenza coloniale del Belgio e generosamente finanziato dalle compagnie minerarie europee che operavano nella regione (in particolare, l'Union Minière du Haut Katanga).

#### Nel Katanga

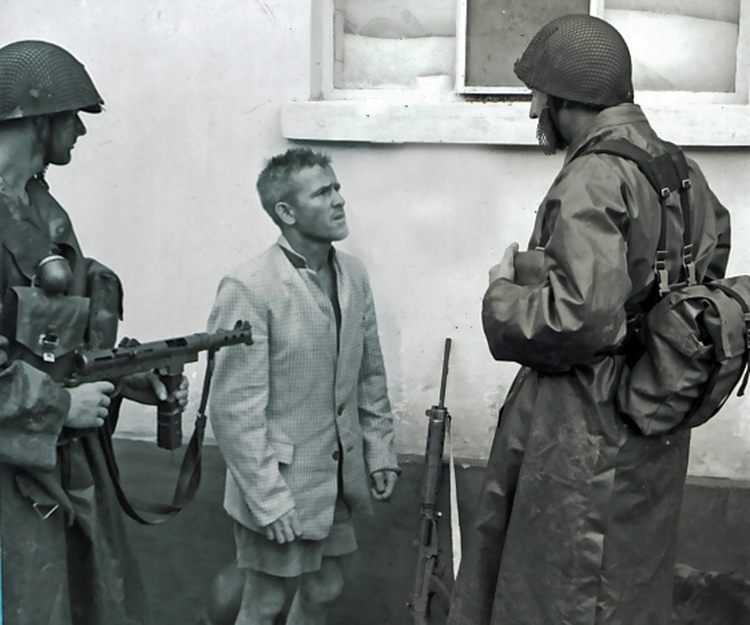
Militari svedesi dell'ONUC catturano un mercenario bianco katanghese nel dicembre 1961

Ciombe costituì proprie forze armate (la Gendarmerie du Katanga) e prese a reclutare, di fatto come mercenari, vari gruppi di militari ed ex militari europei, in particolare belgi, francesi e altri di lingua inglese: uomini come il belga Jean Schramme, l'irlandese Mike Hoare e il francese Bob Denard si affermarono ben presto come esperti leader dei reparti katanghesi, impegnando una dura lotta sia contro i reparti regolari dell'Armée Nationale Congolaise (ANC) che contro le milizie filosovietiche della Repubblica libera del Congo  e sia con le unità della Operazione delle Nazioni Unite in Congo (ONUC), intervenute per aiutare il governo centrale a ristabilire la sua sicurezza interna.
Il Katanga riuscì a resistere fino al febbraio del 1963, quando infine dovette soccombere alle offensive congiunte dei reparti congolesi e della ONUC: Ciombè lasciò il paese diretto in esilio in Rhodesia e poi in Spagna, mentre i comandanti mercenari condussero i resti dei reparti katanghesi oltre il confine con l'Angola, dove le locali autorità coloniali portoghesi, ostili al governo di Léopoldville, offrirono loro ospitalità ed appoggio.

#### A fianco dell'ANC
Lo scoppio nel maggio del 1964 di una vasta rivolta di stampo maoista nelle regioni orientali del Congo, la cosiddetta rivolta dei Simba, portò però a un rapido cambio di alleanze: Ciombe rientrò a Léopoldville e fu messo alla guida di un governo di unità nazionale, e le unità di mercenari bianchi ed ex gendarmi katanghesi furono richiamate dall'Angola e integrate nei reparti dell'ANC, che prima avevano combattuto, ora generosamente riforniti dagli Stati Uniti d'America e dal Belgio.
I mercenari bianchi formarono la punta di lancia dei reparti impegnati nella riconquista delle regioni orientali: venne formata un'unità di mercenari di lingua inglese ("Commando 5") sotto il comando dell'irlandese Mike Hoare e del rhodesiano Alastair Wicks, e un'altra con uomini di lingua francese ("Commando 6") sotto il colonnello belga Lamoulin, cui più avanti nel corso del conflitto se ne aggiunse una terza ("Commando 10") con un misto di bianchi ed ex gendarmi katanghesi agli ordini di Jean Schramme.
Inoltre ufficiali europei, sia regolari belgi che mercenari, erano comunque inseriti a tutti i livelli nella gerarchia di comando dell'esercito congolese. Così rinforzate, le unità dell'ANC furono ben presto capaci di avere ragione dei ribelli comunisti dell'est: l'importante città di Stanleyville venne riconquistata in un'operazione congiunta con reparti di forze speciali di paracadutisti belgi che il 25 novembre 1964 occuparono la città liberando quasi 2 000 ostaggi europei, e per l'ottobre del 1965 le ultime sacche di resistenza dei ribelli maoisti erano ormai state distrutte.

### Il colpo di Stato di Mobutu

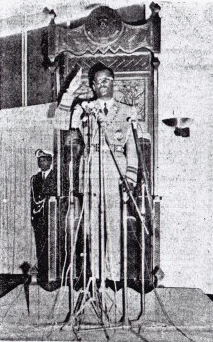
Mobutu nel 1970

La repressione della rivolta dell'est e la fine degli scontri armati nel paese non portarono però a una stabilizzazione della situazione politica del paese, e a Léopoldville si aprì una contesa tra il presidente Kasa-Vubu e il primo ministro Ciombe con conseguente frammentazione dei partiti politici e blocco delle attività del parlamento.
Davanti alla prospettiva di un nuovo collasso delle istituzioni statali, il 25 novembre 1965 il comandante dello ANC, generale Joseph-Désiré Mobutu, condusse un colpo di Stato sostanzialmente incruento nella capitale: Kasa-Vubu fu costretto alle dimissioni e al ritiro dalla vita politica, mentre Ciombe si recò ancora una volta in esilio in Spagna. Mobutu soppresse ciò che rimaneva delle istituzioni democratiche congolesi e prese ad accentrare su di sé ampi poteri: il suo Movimento Popolare della Rivoluzione divenne l'unico partito politico legale del paese, mentre la nuova costituzione del 1967 gli conferì in pratica tutte le principali funzioni esecutive e legislative, oltre che il pieno controllo sulla magistratura e sulle forze armate.
La fine della guerra civile rendeva ora i reparti di mercenari bianchi poco utili: i reparti furono impiegati in operazioni di polizia e di controllo del territorio nel nord-est, ma cresceva forte l'imbarazzo del governo congolese, soprattutto davanti agli altri Stati indipendenti dell'Africa, per l'impiego di unità armate europee sul proprio territorio. Alcuni dei comandanti più vicini a Ciombe furono estromessi dopo il colpo di Stato di Mobutu: il colonnello Lamoulin fu licenziato e al suo posto alla guida del Commando 6 andò Bob Denard, mentre Hoare e Wicks del Commando 5 diedero le dimissioni, venendo rimpiazzati dal britannico John Peters; vari ufficiali dei ranghi inferiori furono sostituiti da nuovi venuti, mentre molti di quelli assegnati alle unità regolari dell'ANC furono estromessi.

### Il primo ammutinamento
La presa del potere da parte di Mobutu non avvenne senza opposizione. René Clemens e Mario Spandre, due sostenitori belgi di Ciombe, ex funzionari dell'ormai disciolto Stato del Katanga, presero a progettare un colpo di Stato ai danni del nuovo presidente sobillando la rivolta tra i reparti dello ANC composti da membri della vecchia gendarmeria katanghese; i cospiratori contattarono Hoare e Wicks, che rifiutarono di farsi coinvolgere, come pure il nuovo comandante del Commando 5 Peters, che fece il doppio gioco e riferì di quanto sapeva a Mobutu.
Giunte voci secondo le quali il primo ministro espulso Moise Ciombe stava pianificando un ritorno dal suo esilio in Spagna, il 23 luglio 1966 un tentativo di golpe fu messo in atto: circa 3 000 ex gendarmi katanghesi, ora riuniti in un reggimento regolare dell'ANC, si ammutinarono sotto la guida dei loro comandanti di battaglione mercenari (in particolare il belga Wauthier e il tedesco Wilhelm); i ribelli si impossessarono di parte della città di Kisangani (Stanleyville), ma subirono il contrattacco dei reparti paracadutisti dell'ANC, unità d'élite fedele a Mobutu. Denard era acquartierato a Stanleyville con il suo Commando 6: non appena i combattimenti presero vita ordinò ai suoi uomini di mantenersi neutrali e, occupato l'ufficio postale, interruppe i collegamenti telefonici della città; in seguito, Denard contattò Mobutu e si schierò dalla sua parte.
Wauthier ebbe una lite con alcuni dei suoi mercenari europei e rimase ucciso, mentre Wilhelm fu ferito a morte dopo essere caduto in un'imboscata mentre muoveva con i suoi uomini in soccorso dei ribelli a Stanleyville. Privi di una guida, gli ammutinati katanghesi tennero la loro porzione di città per due mesi prima di ritirarsi a nord nella zona controllata dai mercenari di Schramme; il colonnello belga accettò di mediare un compromesso tra le due parti, e i ribelli accettarono un'offerta di amnistia avanzata dal governo di Léopoldville deponendo le armi: in capo a pochi giorni, tutti i ribelli furono giustiziati per ordine di Mobutu, un massacro a cui sembra che parteciparono anche gli uomini di Denard.

## La rivolta del 1967

### La preparazione
Il tentativo di golpe del 1966 aveva fatto crescere i sospetti di Mobutu verso la lealtà dei reparti formati da katanghesi, ma anche verso i mercenari europei ancora in servizio nel paese: Ciombe fu condannato a morte in contumacia mentre, anche con lo scopo di migliorare la propria immagine agli occhi degli altri leader africani, attesi a Léopoldville per un vertice della Organizzazione per l'Unità Africana (OUA) in settembre, nel maggio del 1967 Mobutu ordinò lo scioglimento del Commando 5 e il rimpatrio dei suoi membri, a cominciare dal loro comandante Peters. Il clima di sospetto investiva ormai anche gli altri reparti di mercenari e in particolare gli uomini del colonnello Schramme, il quale si era ritagliato una sorta di Stato nello Stato nella provincia di Maniema, dove era proprietario di una vasta tenuta e aveva stretto solidi rapporti con i locali proprietari terrieri belgi; nel dicembre del 1966 lo stesso Schramme si era opposto a un piano di Mobutu di smobilitare i reparti katanghesi del Commando 10, fedelissimi del colonnello, e di sostituirli con reclute dell'ANC, e anche se alla fine il piano non fu attuato la tensione tra i due prese a crescere.
Sul finire dell'aprile del 1967 Bob Denard si recò alla tenuta di Schramme, riferendogli di aver ricevuto da Mobutu l'ordine di disarmare i reparti del Commando 10; non è ben chiaro il motivo che spinse Denard a questa mossa: il francese era ben visto da Mobutu per via del suo appoggio durante la rivolta del 1966, ma può essere che fosse riluttante a prendere le armi contro altri europei o che temesse che eliminato Schramme il suo Commando 6 sarebbe stato il prossimo nella lista del presidente-dittatore. Schramme e Denard stipularono un'alleanza e prepararono i piani per una rivolta avente lo scopo di rovesciare Mobutu; erano contemporaneamente in corso, da parte dei più svariati soggetti del mondo politico congolese, cospirazioni o piani di cospirazioni per riportare Ciombe in Congo e metterlo al posto di Mobutu, ma non è chiaro quanto o se il piano di Schramme e Denard si saldò con esse: voci insistenti vogliono che Schramme fosse in contatto con il governo belga, interessato a un ritorno di Ciombe alla guida della nazione congolese. Il 22 giugno i due comandanti mercenari si incontrarono di nuovo per mettere a punto il loro piano: si sarebbero impossessati dei maggiori centri abitati dell'est per poi muovere sul Katanga, dove si riteneva che la popolazione fosse pronta a sollevarsi; con più di metà del paese nelle loro mani, i cospiratori avrebbero poi chiesto a Mobutu di abdicare.

### Lo scoppio dell'insurrezione
Il 30 giugno 1967 l'aereo su cui viaggiava Ciombe fu dirottato da quello che, si scoprirà in seguito, era un agente del servizio segreto francese SDECE, e costretto ad atterrare ad Algeri dove l'ex presidente del Katanga fu posto agli arresti; il 3 luglio seguente Denard e Schramme si incontrarono ancora: il francese fece pressioni perché la rivolta fosse attuata subito, visto che Mobutu stava muovendo reparti di paracadutisti a lui fedeli verso Stanleyville. La mattina del 5 luglio la rivolta prese il via.
Schramme conquistò subito Stanleyville con il grosso del Commando 10 senza troppi problemi, con i reparti katanghesi che si schierarono in massa dalla parte dei mercenari, ma altrove l'azione fu fallimentare: a Kindu un piccolo distaccamento di mercenari, in maggioranza sudafricani, si impossessò dell'aeroporto ma fu subito contrattaccato da due o tre battaglioni dell'ANC e rapidamente sconfitto, con la perdita di quasi tutti i suoi effettivi; un gruppo di mercenari sotto il comando del belga Noel, un fedelissimo di Schramme, prese la città di Bukavu al confine con il Ruanda secondo i piani, ma a causa di un errore di comunicazione la abbandonò il giorno seguente per rientrare a Stanleyville, abbandonando la popolazione bianca locale alle rappresaglie dei reparti dell'ANC che torturarono e giustiziarono diverse persone con l'accusa di "collaborazionismo". Il piano prevedeva che Denard portasse rapidamente i suoi uomini a Stanleyville per permettere ai katanghesi di Schramme di muovere sulla loro regione natale, ma il Commando 6 era disperso e frazionato in una miriade di piccoli distaccamenti in tutto il Congo orientale e impiegò quasi una settimana per concentrarsi a Stanleyville; la situazione si aggravò ulteriormente quando lo stesso Denard rimase ferito durante alcuni scontri a Stanleyville il 7 luglio, dovendo poi essere evacuato per le cure mediche in Rhodesia il 10 luglio seguente a bordo di un Douglas DC-3 rubato.
La rivolta degenerò presto nella più completa confusione; un gruppo di una trentina di mercenari era dislocato nella capitale Léopoldville principalmente con incarichi amministrativi e di retrovia ma non era stato preavvertito del golpe da Schramme, forse perché impossibilitato a farlo o perché temeva una fuga di notizie: il 6 luglio furono tutti rapidamente circondati e massacrati dagli uomini dell'ANC. A Stanleyville Schramme era rimasto solo: privi di una credibile guida politica, i golpisti non ottennero il sostegno della popolazione locale, mentre i numerosi civili europei ivi residenti chiesero con insistenza di essere protetti dalle rappresaglie dell'ANC. Sotto la pressione dei reparti congolesi fedeli a Mobutu, il 12 luglio Schramme lasciò Stanleyville alla testa di circa 150 mercenari, 800 katanghesi e diverse centinaia di civili bianchi: inizialmente la colonna sembrò dirigersi a nord, verso il confine con la Repubblica Centrafricana, ma dopo aver fatto perdere le sue tracce nella boscaglia del nord-est il 9 agosto Schramme attaccò Bukavu, dove i reparti dell'ANC si diedero a una precipitosa fuga.

### L'assedio di Bukavu
Trasferiti i civili oltre il confine con il Ruanda, Schramme si trincerò a Bukavu; un colonnello katanghese che era con lui, Monga, proclamò l'istituzione di un "governo provvisorio di salute pubblica", ma la posizione dei ribelli a Bukavu era isolata: la città disponeva di una stazione radio tramite la quale Schramme poteva tenersi in contatto con Denard, ora in Angola nel tentativo di preparare l'apertura di un "secondo fronte" in Katanga, ma non disponeva di un vero e proprio aeroporto e i pochi aerei che tentavano di rifornire i mercenari di armi e munizioni partendo da Rhodesia e Angola avevano grosse difficoltà a consegnare i loro carichi. Il governo belga sconfessò ufficialmente l'azione dei mercenari, mentre l'amministrazione del presidente statunitense Lyndon B. Johnson decise di appoggiare Mobutu fornendogli tre aerei da trasporto Lockheed C-130 Hercules con cui spostare le sue truppe da Léopoldville nell'est del paese; voci sostennero che Washington fece anche pressioni sui governi portoghese e rhodesiano perché cessassero i loro aiuti ai ribelli.
Entro la fine di agosto l'ANC aveva concentrato circa 15 000 uomini (quasi metà della sua forza combattente) intorno a Bukavu, ma le colline che circondavano la cittadina potevano essere agevolmente difese anche dai pochi uomini a disposizione di Schramme e dopo una serie di fallimentari attacchi i congolesi si limitarono ad assediare la città sottoponendola a bombardamenti aerei e di artiglieria. L'11 settembre i capi di stato della OUA riuniti a Léopoldville fecero pressioni per avviare trattative con i ribelli tramite la mediazione della Croce Rossa internazionale; per più di un mese Schramme portò avanti negoziati inconcludenti, probabilmente nella speranza che il peggiorare della situazione economica del Congo spingesse la popolazione a rivolte contro il governo di Mobutu. Nonostante gli appelli alla radio, il governo di Monga non ottenne praticamente alcun seguito nel paese, tanto che gli altri reparti katanghesi dell'ANC rimasero fedeli al regime di Mobutu.
L'apertura di un "secondo fronte" ad opera di Denard fu un insuccesso completo: a fine ottobre la sua forza di 110 mercenari europei e 50 katanghesi fu portata al confine tra Katanga e Angola dai portoghesi, i quali però la lasciarono senza ulteriori aiuti e soprattutto senza alcun mezzo di trasporto. Il 1º novembre il gruppo attraversò la frontiera e prese la cittadina di Kisenge, spingendosi poi verso Kolwezi e Dilolo: diverse centinaia di katanghesi si presentarono per unirsi ai mercenari ma erano disponibili pochissime armi con cui equipaggiarli, mentre la confusa pianificazione dell'operazione e la lentezza degli spostamenti dovuta alla carenza di mezzi di trasporto consentirono ai lealisti di Mobutu di far accorrere rinforzi. Il 4 novembre unità dell'ANC appoggiate dall'aviazione contrattaccarono i ribelli, mentre da Léopoldville si muoveva il 1º Reggimento paracadutisti congolese, unità scelta di Mobutu; il morale dei mercenari crollò e gli uomini di Denard si diedero a una precipitosa ritirata sulla cittadina di Luasci: dopo un paio di giorni di assedio da parte dell'ANC, Denard condusse i suoi uomini oltre la frontiera con l'Angola la sera del 7 novembre.
Contemporaneamente, Schramme era messo alle strette a Bukavu. Il 29 ottobre l'ANC lanciò un attacco in forze contro il perimetro tenuto dai ribelli, respinto dopo pesanti combattimenti il 30 ottobre seguente; vi fu poi un periodo di relativa tregua, rotto il 4 novembre da un nuovo attacco in massa dei congolesi: le riserve di munizioni dei ribelli erano ormai esaurite, e senza alcuna notizia da Denard in Katanga Schramme decise di ripiegare oltre la frontiera con il vicino Ruanda. Dopo una giornata di duri combattimenti, la sera del 4 novembre il colonnello fece sganciare i suoi reparti dal perimetro e si mise in marcia verso le rive del fiume Ruzizi; la mattina del 5 novembre, mentre i congolesi entravano a Bukavu Schramme e i resti delle sue forze, accompagnati da circa 1 500 tra donne e bambini, attraversarono il confine davanti alla cittadina di Cyangugu dove furono poi internati dalle locali autorità ruandesi.

### La fine
A metà novembre una missione di rappresentati dell'OUA si recò al campo di internamento di Cyangugu per persuadere i katanghesi di Monga ad accettare un'offerta di amnistia e perdono avanzata dal governo di Léopoldville; la Croce Rossa si offrì di gestire sotto la sua egida la libera scelta dei katanghesi e il loro rimpatrio, ma l'operazione incominciò a fine novembre unicamente sotto la guida delle autorità governative congolesi: Monga fu uno dei primi ad accettare l'offerta di Mobutu e si impegnò molto perché anche gli altri katanghesi accettassero. Il rimpatrio dei ribelli di origine africana si concluse nei primi giorni di dicembre, poi dei katanghesi si perse ogni traccia; saltuari tentativi dei funzionari della Croce Rossa di ottenere informazioni ottennero solo vaghe rassicurazioni. Il 25 aprile 1969 una breve dichiarazione ufficiale del governo di Léopoldville annunciò che Monga e altri sette suoi stretti collaboratori erano stati giustiziati per tradimento quindici giorni prima; in una conferenza stampa a Bruxelles pochi giorni dopo, la vedova di Monga dichiarò che suo marito e gli altri prigionieri erano stati torturati per due giorni prima di essere uccisi, e che tutti i 600 katanghesi che avevano accettato l'offerta di amnistia erano poi stati assassinati dai soldati congolesi nei giorni seguenti al rimpatrio. Nessun'altra informazione sui ribelli rimpatriati fu poi resa pubblica.
Mobutu chiese con insistenza la consegna dei mercenari bianchi internati a Cyangugu per poterli processare come criminali di guerra, arrivando anche a interrompere le relazioni diplomatiche con il Ruanda visto il suo rifiuto; il 23 aprile 1968, infine, due Douglas DC-6 olandesi affittati dalla Croce Rossa riportarono in Europa 123 ex-mercenari.

### I leader dopo la rivolta
Schramme rientrò nella sua nativa Bruges in Belgio, dove godette di un momento di notevole popolarità; il 27 giugno 1968 fu arrestato con l'accusa di aver ucciso in Congo, nel maggio del 1967, un cittadino belga: riuscì a lasciare il paese e a trovare rifugio in Brasile, e nonostante una condanna in contumacia a vent'anni di detenzione non scontò alcun giorno di prigione e morì poi a Rondonópolis il 14 dicembre 1988.
Bob Denard continuò a operare come mercenario per una gran varietà di governi africani, finché non fu arrestato dalle autorità francesi nell'ottobre del 1995 dopo un fallito tentativo di colpo di Stato nelle Comore; condannato infine a cinque anni di reclusione nel 2006, morì a Parigi il 13 ottobre 2007.